# Aartsbisdom Kasama

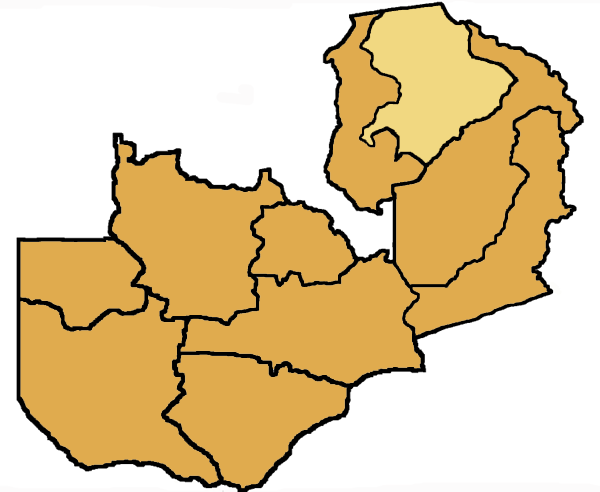
Het aartsbisdom valt samen met de Northern Province

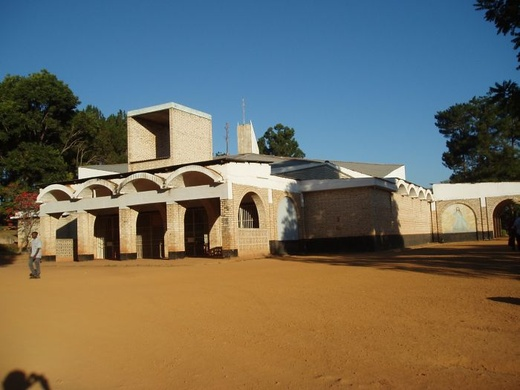
Sint-Jan Evangelistkathedraal van Kasama

Het aartsbisdom Kasama (Latijn: Archidioecesis Kasamaensis) is een rooms-katholiek aartsbisdom met als zetel Kasama in Zambia.
Het aartsbisdom is ontstaan uit het apostolisch vicariaat Bangueolo, opgericht in 1913. In 1959 werd het verheven naar een bisdom en in 1967 naar een aartsbisdom. Clemens P. Chabukasansha, bisschop van Kasama sinds 1965, werd de eerste aartsbisschop. 
Kasama heeft twee suffragane bisdommen:
- Bisdom Mansa
- Bisdom Mpika

In 2019 telde het aartsbisdom 26 parochies. Het bisdom heeft een oppervlakte van 75.567 km² en telde in 2019 1.433.000 inwoners waarvan 56% rooms-katholiek was. 

## Aartsbisschoppen
- Clemens P. Chabukasansha (1967-1973)
- Elias White Mutale (1973-1990)
- James Mwewa Spaita (1990-2009)
- Ignatius Chama (2012-)